# Svarttjärnsåsen
Svarttjärnsåsen este o arie protejată (arie specială de conservare — SAC, sit de importanță comunitară — SCI) din Suedia întinsă pe o suprafață de 77,8 ha, integral pe uscat.

## Localizare
Centrul sitului Svarttjärnsåsen este situat la coordonatele 62°34′50″N 15°12′36″E / 62.5805°N 15.21°E.

## Înființare
Situl Svarttjärnsåsen a fost declarat sit de importanță comunitară în ianuarie 1997 pentru a proteja un număr necunoscut de specii din flora spontană și fauna sălbatică aflate în arealul zonei. Situl a fost protejat și ca arie specială de conservare în martie 2011.

## Biodiversitate
Situată în ecoregiunea boreală, aria protejată conține 3 habitate naturale: Mlaștini turboase de tranziție și turbării mișcătoare, Taiga vestică, Mlaștini împădurite.
La baza desemnării sitului se află un număr nedeclarat de specii protejate.